# Vito Zagarrio
 (janvier 2021).
Si vous disposez d'ouvrages ou d'articles de référence ou si vous connaissez des sites web de qualité traitant du thème abordé ici, merci de compléter l'article en donnant les références utiles à sa vérifiabilité et en les liant à la section « Notes et références ».
Vito Zagarrio, né en 1952 à Florence dans la région de la Toscane en Italie, est un réalisateur, un scénariste, un critique de cinéma et un historien italien.

## Biographie
Issu d’une famille sicilienne, Vito Zagarrio naît en 1952 à Florence en Toscane. Il suit les cours de l’université de Florence puis fréquente le Centro sperimentale di cinematografia à Rome ou il obtient un diplôme en réalisation. Il étudie ensuite à l’université de New York ou il y décroche un master en 1983 et un doctorat en 1995 dans le domaine du cinéma.
Encore étudiant, il réalise ses premiers courts-métrages et commence à produire des documentaires sur l’univers du cinéma et l’Italie. Il tourne notamment Divine Waters qui est consacré à l’acteur  transformiste Divine.
Il sort son premier film en 1988, le drame policier La Femme de la Lune (it) (La donna della luna) avec la jeune Greta Scacchi en vedette principale. En 1993, il réalise la comédie dramatique Bonus Malus (it) avec Claudio Bigagli dans le rôle principal. Il se concentre par la suite sur la production de documentaires et l’écriture de biographies et d’ouvrages d’études sur le monde du cinéma.
En 2004, il réalise un troisième film, Tre giorni d'anarchia, qui raconte à travers le regard d’un jeune soldat italien l’histoire de la libération par les Américains d’un petit village de Sicile en 1943 lors de la Seconde Guerre mondiale.
Il travaille par la suite comme professeur, notamment à l’université de Rome III ou il donne des cours sur l’histoire du cinéma italien.

## Filmographie

### Films

#### Comme réalisateur et scénariste
- 1988 : La Femme de la Lune (it) (La donna della luna)
- 1988 : Un bel dì vedremo (court-métrage)
- 1993 : Bonus Malus (it)
- 2000 : Elogio del sudicio (court-métrage)
- 2001 : Teresa (court-métrage)
- 2004 : Tre giorni d'anarchia

#### Comme réalisateur
- 1975 : Merci Mariù (court-métrage)
- 1996 : Intolerance, segment Bianca & Nero

#### Comme scénariste
- 2001 : Entre deux mondes (Tra due mondi) de Fabio Conversi

### Documentaires
- 1979 : La generazione del cinema
- 1980 : Marlene amore mio
- 1981 : L'energia difficile
- 1983 : Divine Waters
- 1984 : Ai confini della televisione
- 1986 : Quel sud diverso
- 1986 : Viva la pasta!
- 1990 : Movida!
- 1991 : Blasetti
- 1994 : China 1994
- 1995 : 24 novembre 1994
- 1996 : Uomo morto cammina!
- 1996 : Schermi del passato - Le grandi sequenze
- 1997 : L'infanzia di Ivan (e gli altri)
- 1999 : Cara, amata scuola
- 1999 : UER 2029
- 1999 : Fulbright 1949-1999
- 2000 : America Dreaming
- 2002 : Pillole di cinema
- 2002 : Cinema & Pubblicità
- 2006 : Gli invisibili
- 2007 : Backstage! Dietro le quinte della Festa
- 2007 : Velature segrete
- 2008 : Argento on Argento
- 2009 : Monicelli Monicelli
- 2010 : Dalla Siberia con amore
- 2010 : Il cineasta multitasking. Carlo Lizzani, cinema e altro